# 譲渡抵当
譲渡抵当（じょうとていとう）とは、物的財産（不動産等果実を生じる財産、以下便宜上不動産と表記）に対する担保権である。譲渡抵当付き債権はモーゲージ（仏: mortgage）と呼ばれ、抵当不動産の占有と果実の帰属に特色がある。貸付などを原因とする抵当不動産は、借入人である債務者から引き渡され、貸付人である原債権者が占有する。抵当不動産の果実は、元本支払に充てられることなく占有者の所有・所得となる。以上の特色であるとすれば、不動産質である。
モーゲージの証券市場
モーゲージは、抵当不動産の引渡しをともなって譲渡できる。証書は譲渡抵当約束手形が用いられる。モーゲージを売却する際には、サービス・リリース・プレミアムと呼ばれる収入を得る。
欧米史におけるモーゲージは世界恐慌にかけて金融機関保有資産の流動性を奪った。するとアメリカでリスク判断のため統計のとりやすい市場構造が生まれた。独占資本たる銀行と生保が、傘下のモーゲージ・カンパニーへ資金を提供し、モーゲージをブロック単位となるまで買い集めさせたのである。このブロックを独占資本は買い上げ、一部の不良債権を公的機関が引受けた。モーゲージの設定に代理人を立てなければならないことが多い理由は、借入人と貸付人の個別関係を超えた市場構造によるところが大きい。抵当不動産の引渡しをともなうからというだけではないのである。モーゲージを設定しようとする者が住宅ローン・ブローカーや財務顧問の助けを得て貸付人と好条件の発掘を委ねるのも、市場構造ゆえに推奨される。
第二次世界大戦後のモーゲージには公的保証がより厚く付与されたが、やがて限界を迎えた。そこでモーゲージを担保とする証券化が進められた。サブプライムローンが典型であり、投資信託のポートフォリオに混ざってリスクを隠した。

## 譲渡抵当の実行

### 受戻権喪失とノン・リコース・ローン
多くの法域においては、貸付人は、借入人がモーゲージを債務不履行したときなど一定の条件において、譲渡抵当付き不動産に対して受戻権喪失を行うことができる。その後、現地法上の要件に従って、当該不動産は売却される。売却により得られた金額（費用を控除後のもの）は担保されていた負債（元本）に充当される。
法域によっては、特に米国においては、 モーゲージはノン・リコースである。すなわち、譲渡抵当付き不動産の売却によって回収した金額が負債の残高に足りない場合、貸付人は受戻権喪失後に借入人に対して遡及（リコース）することができない。その他の法域においては、借入人は、不足金判決に基づいて残存する負債について責任を負う。法域によっては、第一順位モーゲージはノン・リコース・ローンであるが、第二順位以降はリコース・ローンである。
受戻権喪失および譲渡抵当付き不動産の売却については特定の手続がほぼ必ず適用され、関連する政府によって厳格に規制される。ある法域においては、受戻権喪失および売却は迅速に行われるが、法域によっては、受戻権喪失に何ヶ月もあるいは何年もかかることもある。多くの国においては、貸付人の受戻権喪失を行う能力は厳しく制限されている。

### 債務不履行と分割された不動産
ある土地が譲渡抵当付きで購入され、その後分割されて売却された場合、譲渡の逆順序ルールが適用され、不払の負債について責めを負う当事者が決定される。
ある譲渡抵当付き土地が分割されて売却された場合、債務不履行時には、譲渡抵当権者による受戻権喪失は、最初に譲渡抵当設定者が依然として所有する土地について行い、それから他の所有者に対して、売却されたときとは「逆順序」で行うこととなる。例えば、「甲」が3エーカーの譲渡抵当付き土地を取得し、これを1エーカーずつ3つ{\displaystyle P_{1}}、{\displaystyle P_{2}}および{\displaystyle P_{3}}に分割して、{\displaystyle P_{2}}を「乙」に売却し、その後{\displaystyle P_{3}}を「丙」に売却し、{\displaystyle P_{1}}は自身の下に留めたとする。債務不履行時には、譲渡抵当権者は最初に{\displaystyle P_{1}}に対して（すなわち譲渡抵当設定者に）かかっていくこととなる。もし{\displaystyle P_{1}}に対する受戻権喪失または取戻しによっては負債が完全には満足させられなかった場合、譲渡抵当権者は{\displaystyle P_{2}}（乙）、続いて{\displaystyle P_{3}}（丙）に対してかかっていくこととなる。その理由は、最初の購入者がよりエクイティーを有し、続く購入者は薄められた持分しか受領しないということである。

### 教会のベネフィスを回復した歴史
モーゲージの法源は次節でさまざまに取り上げるが、モーゲージというフランス語で膾炙されるほど、フランスで設定・実行された歴史が譲渡抵当の現在と関係している。あるときからのフランスはモーゲージ大国であった。
クリュニー修道院が保有したモーゲージには、十字軍やレコンキスタの軍費とひきかえに設定された例がある。この時代にかけてモーゲージ貸付は、元本・利子ともに高額化してゆき、紛争も増えていた。そこで第2ラテラン公会議で採択されたカノン（教会法）は、第13条で高利貸を禁じた。モーゲージは断罪されるかに見えたが、20年以上たってから一定の留保がなされた。1163年5月、教皇アレクサンデル3世がトゥールのサン・モーリス教会（Cathédrale Saint-Gatien de Tours）で教会会議を主催した。そこで公布されたカノンは第2条で暫定措置と政治方針を打ち出した。前者の暫定措置とは、果実を元本の返済に充てるというものであった。より重要な後者の政治方針というのが、「俗人の手から教会に買い戻されるべき教会のベネフィス（beneficium ecclesiae）については」たとえ高利貸によっても回収されねばならないという決意であった。会議のあとは実際に、たとえば十分の一税といった「教会のベネフィス」を抵当財産として譲渡抵当が設定されるようになった。無論、これは最初から実行が目的だった。
第7回十字軍の損失填補は、アナーニ事件とアヴィニョン捕囚によって実現された。こうして教会大分裂が起こり、コンスタンツ公会議によって収拾された。会議は提唱から結論までハプスブルク家にとり不利に運んだ。教会の、もとい教皇庁のベネフィスをフランスが取り込み、百年戦争にアルマニャック傭兵団を投入する準備を整えたのである。
東ローマ帝国がオスマン帝国によって未回収のベネフィスとなり、それを近代フランスが取り戻そうとするとき、フランス法学界は政府の奨励も受けながら抵当権の法的性質を延々と議論したが、それはクレディ・フォンシエの誕生で決着してしまった。

## 法源

### アングロ＝サクソン法とノルマン法
イングランド法において金銭の支払を土地によって担保することは、アングロ＝サクソン期にまで遡るが、 当時は利息付き貸付けは違法であった。主要な方法はワドセットであり、これは、売買の形式をまとった貸付けであった。借入人（担保権設定者）は、証書によって貸付金を約因として単純封土権を有する土地を貸付人（担保権者）に対して譲渡し、貸付人は受戻しにより当該土地を2つ目の証書によって担保権設定者に返還した。この仕組みの欠点は、担保権者は当該不動産の絶対的な所有者であり、これを売却することも、その担保権設定者への返還を拒絶することもでき、担保権設定者は、さらに返済の主要な手段を奪われていることもあって、弱い立場にあった。後世においてはワドセットと（担保権設定者に人的権利としての復帰権を付与する）復帰権証書が同時に締結されるようになった。
もう1つの方法は、ノルマン法から輸入された、物的財産に対する用益権的質権であり、ケージ・オブ・ランド（土地質権）と呼ばれる。質権においては、借入人（質権設定者）は貸付人（質権者）に対して、所有権ではなく占有を、無期限で返済時までとの条件で譲渡した。この担保は以下の2つの形態をとる。
- 生ける質権[注釈 22]：土地から派生する賃料、収益および農産物が負債を減少させる（すなわち、負債は自動的に返済される。）。
- 死せる質権[注釈 23]：賃料および収益は利息の代わりに取得され、負債を減少させない。[5]

質権は貸付人にとっては魅力的ではなかった。なぜなら、質権設定者は新侵奪を用いて質権者を容易に追い出すことができ、質権者は担保として有するだけの立場であるため自由土地保有者の有する占有回復の救済手段を行使することができなかったためである。こうして、収益性の低い生ける質権は用いられないようになったが、死せる質権はウェールズ型譲渡抵当として用いられ続け、1922年に廃止された。

### 後期中世
13世紀までにイングランドと大陸において質権は強化され、一定の年数に期間が制限されるとともに、当該期間満了後に負債が返済されなければ権原は貸付人に没収される旨の没収条項が挿入された。すなわち、当該年数の期間を経て自動的に単純封土権に転化するのである。これはシフティング・フィーと呼ばれ、これによって貸付人は返還のための手段を十分に行使することができることとなった。しかしながら、国王裁判所はやがてシフティング・フィーを尊重しなくなった。なぜなら、リバリー・オブ・シーズン（すなわち、正式な譲渡）が存在しないし、国王裁判所は土地保有権の拡大を認めなかったためである。
解決方法は、ワドセットと没収付き質権を統合し、二つの文書により構成される単一の取引とすることであった。すなわち、(1)貸付人に対する封土の、または一定年数の絶対的な譲渡証書と(2)貸付けを証し、これが返済された場合には土地が借入人に返還されるが、そうでなかれば貸付人が権原を保持する旨を規定する証書（権利消滅条件証書）。返済期限内に返済されれば、貸付人は、返還証書を用いて権原を返還する。これが、古典的な譲渡抵当であり、すなわち、証書と権利消滅条件証書による譲渡抵当である。 譲渡抵当権者は必ずしも占有を取得しなかったため、譲渡抵当権者が訴権を有し、かつ、譲渡抵当設定者への復帰を約している場合には、譲渡抵当は適切な担保であった。こうして、譲渡抵当は土地の譲渡とされ、表面的には絶対的で単純封土権を譲渡するものであったが、実際には条件付きで一定の条件が成就した場合には何ら効力を有しないものであった。
負債は、形式上絶対的であり、質権とは異なって、農作物や家畜の育成・売却または担保目的土地において育成された農作物や家畜の単なる譲渡による返済のみに条件付きで依存するということはなかった。モーゲージは、当該土地が負債の返済に十分な所得を生産したか否かにかかわらず存続した。理論的には、譲渡抵当においては、貸付人は（例えば返済として農作物や家畜を受領するといった）追加的な段階を踏むことを何ら要しなかった。

### ルネサンス以降
しかしながら、借入人が負債の返済を1日でも遅れると、借入人は、その土地は貸付人に没収され、にもかかわらず依然として負債を負担していた。やがて衡平法裁判所は借入人の利益を保護するようになり、そしてサー・フランシス・ベーコン（1617-21）の下で、借入人は、すでに返済期限後であっても受戻しによる返還を求める絶対的な権利を有することとなった。この借入人の権利は受戻権と呼ばれる。
この仕組みは、貸付人は理論上は絶対的所有者であるものの、実際には所有権としての実際的な権利はほとんど有しておらず、多くの法域においては不器用に不自然だと考えられた。制定法によってコモン・ローの地位は変更され、譲渡抵当設定者は所有権を保持することとなったが、譲渡抵当権者の権利（受戻権喪失、売却権限および占有を取得する権利など）は保護された。米国においては、この方法で譲渡抵当の本質を改めた州はリーエン州と呼ばれる。同様の効果はイングランドおよびウェールズにおいても1925年財産権法によって達成され、これにより単純封土権の譲渡としての譲渡抵当は廃止された。
17世紀から、貸付人は、受戻権原則の下で被担保ローンを超えて当該土地から利益を得ることは禁止された。契約を通じて転換社債と類似する方法で不動産のエクイティ的利益を取得しようとする貸付人の試みは、裁判所により足枷であるとして妨げられたが、1980年代と1990年代に、とりわけ「契約の自由」に回帰する理論家の関心により、この原則が緩和されることで進展した。

## 法的根拠
譲渡抵当はコモン・ロー上のものでも衡平法上のものでもあり得る。さらに、譲渡抵当は異なる法律構成の中から1つを採用することができ、その利用可能性は譲渡抵当の設定される法域によって異なる。英米法系の法域においては2つの主要な形態の譲渡抵当を発達させた。不動産権利譲渡による譲渡抵当とコモン・ロー上の担保権による譲渡抵当である。

### 不動産権利譲渡による譲渡抵当
不動産権利譲渡による譲渡抵当においては、譲渡抵当権者（貸付人）は、ローンが返済されまたはその他の譲渡抵当付き債務が完全に満足させられる（受戻しと呼ばれる。）まで、譲渡抵当付き不動産の所有者となる。この種の譲渡抵当は、不動産の債権者に対する譲渡という形態をとり、これには受戻しによって当該不動産が返還されるとの条件が付されるのである。
不動産権利譲渡による譲渡抵当は譲渡抵当の本来の形態であり、引き続き多くの法域（米国のごく一部の州を含む。）において用いられている。多くの他の英米法系の法域は不動産権利譲渡による譲渡抵当の使用を廃止するかまたは最小限のものとしている。例えば、イングランドおよびウェールズにおいては、この種の譲渡抵当は、2002年土地登記法により、土地の登記された権益に関してはもはや利用することはできない（登記されていない権益については引き続き利用可能）。

### コモン・ロー上の担保権による譲渡抵当
コモン・ロー上の担保権による譲渡抵当、テクニカルには「コモン・ロー上の譲渡抵当の方法によるものとして表現された捺印証書による負担においては、債務者は依然として当該不動産のコモン・ロー上の所有者であり、債権者は当該不動産に対してその担保を実行することを可能とするのに十分な権利（例えば、当該不動産の占有を取得し、またはこれを売却する権利）を取得する。
貸付人を保護するため、コモン・ロー上の担保権による譲渡抵当は通常は公記録において記録される。譲渡抵当付き負債はしばしば債務者の負う最も大きな負債であるため、銀行やその他の譲渡抵当付き貸付人は、すでに当該債務者の不動産について登記された譲渡抵当でさらに優先し得るものがないか確認するため、不動産について権原の調査を行う。租税リーエンは、場合によっては、譲渡抵当に優先することがある。そのため、借入人が不動産税を滞納している場合、銀行はしばしば金銭を支払って、リーエン保有者による受戻権喪失および譲渡抵当の抹消を防止する。
この種の譲渡抵当は、米国において最も通常であり、1925年財産権法以降は イングランドおよびウェールズにおいても譲渡抵当の通常の形態である（現在では、土地に対する登記された権益に関しては唯一の形態である―前記参照。）。
スコットランドにおいては、コモン・ロー上の担保権による譲渡抵当は、標準担保とも呼ばれる。
パキスタンにおいては、コモン・ロー上の担保権による譲渡抵当は、銀行が融資を担保するための最も通常の方法である。これは登記譲渡抵当とも呼ばれる。コモン・ロー上の担保権の登記後、銀行の担保権は、土地登記において登記され、当該不動産は譲渡抵当に服し、当該銀行からNOC（無異議証書）を取得しない限り売却できない旨が記録される。

### 衡平法上の譲渡抵当
衡平法上の譲渡抵当は、コモン・ロー上の譲渡抵当の基準を満たさないが、衡平法上は（正義の観点から）譲渡抵当とされるものである。なぜなら、金銭が貸し付けられ、担保が約束されているからである。これは、手続的または書面上の問題によって発生し得る。定義上、さまざまな状況において衡平法上の譲渡抵当が発生し得る。1961年時点では、イングランド法においては、衡平法上の譲渡抵当権者が売却を許容されるには裁判所の事前の同意が必要とされていた。借入人が権原捺印証書を貸付人に預託した場合には、イングランドにおいては、歴史的に、これによって衡平法上の譲渡抵当が創設されるものとされていた。しかしながら、この方法による譲渡抵当の創設は、米国においてはより不確実である。
衡平法上の譲渡抵当においては、貸付人が保護を受けるには、当該不動産の権原書類の原本の全ての占有を取得し、借入人が権原捺印証書預託覚書に署名することが必要である。この文書は、借入人が、銀行から受ける融資を担保するために権原書類を自己の希望と意思によって当該銀行に預託した旨を証するものである。

## 米国財産法における譲渡抵当

### 譲渡抵当の証書の種類
米国においては譲渡抵当の証書としては2種類が用いられる。すなわち、譲渡抵当証書（譲渡抵当捺印証書とも）と信託捺印証書である。

#### 譲渡抵当証書
ほとんどの州においては、譲渡抵当は譲渡抵当付き不動産に対する権原の上にリーエンを創設するものである。当該リーエンの受戻権喪失は、常に、負債が履行期限が到来し債務不履行となっていることを宣言し、当該負債の支払のために当該不動産の売却を命じるための裁判手続が必要である。多くの譲渡抵当証書には売却権限条項（裁判外受戻権喪失条項とも）が含まれており、信託捺印証書と同等のものとなっている。カリフォルニアにおける多くの譲渡抵当証書は現に信託捺印証書である。実際上の違いは、受戻権喪失の手続が、譲渡抵当証書よりも信託捺印証書のほうがずっと早いことである。順に、3ヶ月と1年の近いがある。受戻権喪失に裁判所の行為を必要としないため、取引費用がずっと低減され得る。

#### 信託捺印証書
信託捺印証書は、負債を担保する目的における受託者に対する借入人の捺印証書である。多くの州においては、その条件にかかわらず、これはリーエンを創設するだけであり、権原の移転をもたらすものではない。譲渡抵当証書と異なるのは、多くの州においては、売却権限を通じて受託者による行われる裁判外の売却によって受戻権喪失を行うことができる点である。裁判手続を通じて受戻権喪失を行うこともまた可能である。
負債の返済を担保するための信託捺印証書は、その他の目的（遺産計画など）のための信託を設定するために用いられる信託証書と混同されてはならない。形式上は表面的な類似性はあるものの、多くの州においては、負債の返済の担保のための信託捺印証書は真の信託の仕組みを創設するものではないとされている。

#### 担保捺印証書
負債担保捺印証書は、ジョージア州においては用いられる譲渡抵当の証書である。譲渡抵当証書とは異なり、担保捺印証書は物的財産を負債の担保のために現に譲渡するものである。この捺印証書の締結により、権原は譲受人または受益者（通常は貸付人）に移転するが、譲渡人（債務者）は譲渡された土地に対して負債契約を遵守しつつこれを使用し収益する衡平法上の権原を維持する。
担保捺印証書は当該土地の所在する郡において記録されなければならない。当該捺印証書を提出すべき特定の期限はないが、負債担保捺印証書の適時における記録を怠ると優先権に影響し得るし、目的となる不動産に対して負債の回収のために執行を行う能力にも影響し得る。

### 権原理論とリーエン理論
米国においては、州によっては権原理論であるが、多くの州はリーエン理論である。リーエン理論の州においては、譲渡抵当証書または信託捺印証書は、譲渡抵当に供される物的財産に対する権原に対して譲渡抵当リーエンを創設するものであり、譲渡抵当設定者はコモン・ロー上の権原も衡平法上の権原も両方とも保有し続けることとなる。権原理論の州においては、譲渡抵当は、負債を担保するためのコモン・ロー上の権原の移転であり、譲渡抵当設定者は衡平法上の権原を引き続き保有する。

#### 優先権
リーエンが権原に付着するのは、譲渡抵当証書が譲渡抵当設定者によって署名されて譲渡抵当権者に交付され、かつ、譲渡抵当設定者が譲渡抵当によりその返済が担保される金銭を受領した時点であるとされる。当該土地の所在する州の不動産登記に関する法律における要件に従って、この付着により、譲渡抵当付きリーエンの、当該不動産に対する権原上の他の多くのリーエンに対する優先権が設定される 。譲渡抵当リーエンの前に権原に付着していたリーエンは、譲渡抵当リーエンに優先する。後で付着したものは、劣後する。この優先順位の目的は、リーエン保有者が負債の回収を試みて自身のリーエンについて受戻権喪失を行う際に順位を設定することである。ある不動産に対する権原上に複数の譲渡抵当リーエンがあり、第1順位の譲渡抵当により担保されたローンが完済された場合、第2順位の譲渡抵当リーエンの順位が上昇し、当該権原上の新たな第1順位の譲渡抵当リーエンとなる。この新たな順位を文書化するには完済されたローンを担保する譲渡抵当の解除を要することとなる。